# Université de Saitama
L'université de Saitama (埼玉大学, Saitama Daigaku), couramment abrégée en Saidai (埼大), est une université nationale japonaise situé dans l'arrondissement de Sakura-ku à Saitama, la capitale de la préfecture de Saitama, et dans la zone métropolitaine de Tokyo

## Historique
L’université a été fondée en 1949 avec la fusion de la grande école d'Urawa (浦和高等学校, Urawa Kōtō Gakkō), l'école normale de Saitama (埼玉師範学校, Saitama Shihan Gakkō), et l'école normale des jeunes de Saitama (埼玉青年師範学校, Saitama Seinen Shihan Gakkō).

## Composantes

### Faculté de1ercycle
L'université propose aux étudiants préparant une licence cinq facultés : 
- Sciences Humaines
- Éducation
- Sciences économiques
- Science
- Ingénierie

### Facultés de2eet3ecycle
L'université propose quatre graduate schools, tous les programmes mènent à un doctorat mais également un master : 
- Ethnologie
- Éducation
- Sciences économiques
- Technologie

## Programme de diplômes internationaux
Pour permettre aux étudiants étrangers de poursuivre des études supérieures au Japon, le programme international supérieur sur l’ingénierie civil et environnementale a été lancé par l’école supérieure des Sciences et de l’Ingénierie en 1992. Elle offre à ses étudiants une qualification élevée pour continuer dans des études supérieures ou faire de la recherche dans différentes disciplines des sciences environnementales et du génie civil. Les champs d'études incluent la gestion d'infrastructure, la planification de transport, la technologie environnementale, la technologie écologique, la technologie côtière et océanographique, les ressources hydrauliques, la technologie géotechnique et géologique, la technologie des matériaux, le génie civil, la technologie éolienne, et l’ingénierie antisismiques.
Pour les étudiants étrangers, les cours sont en anglais et/ou japonais. La thèse de master et le mémoire peuvent être rédigés en anglais. Des cours de langue japonaise sont également proposés aux étudiants étrangers et leurs conjoints. Jusqu'ici, 215 étudiants de différentes nationalités ont bénéficié de ce programme et sont maintenant employés dans des activités professionnelles ou universitaires  dans différentes régions du monde.

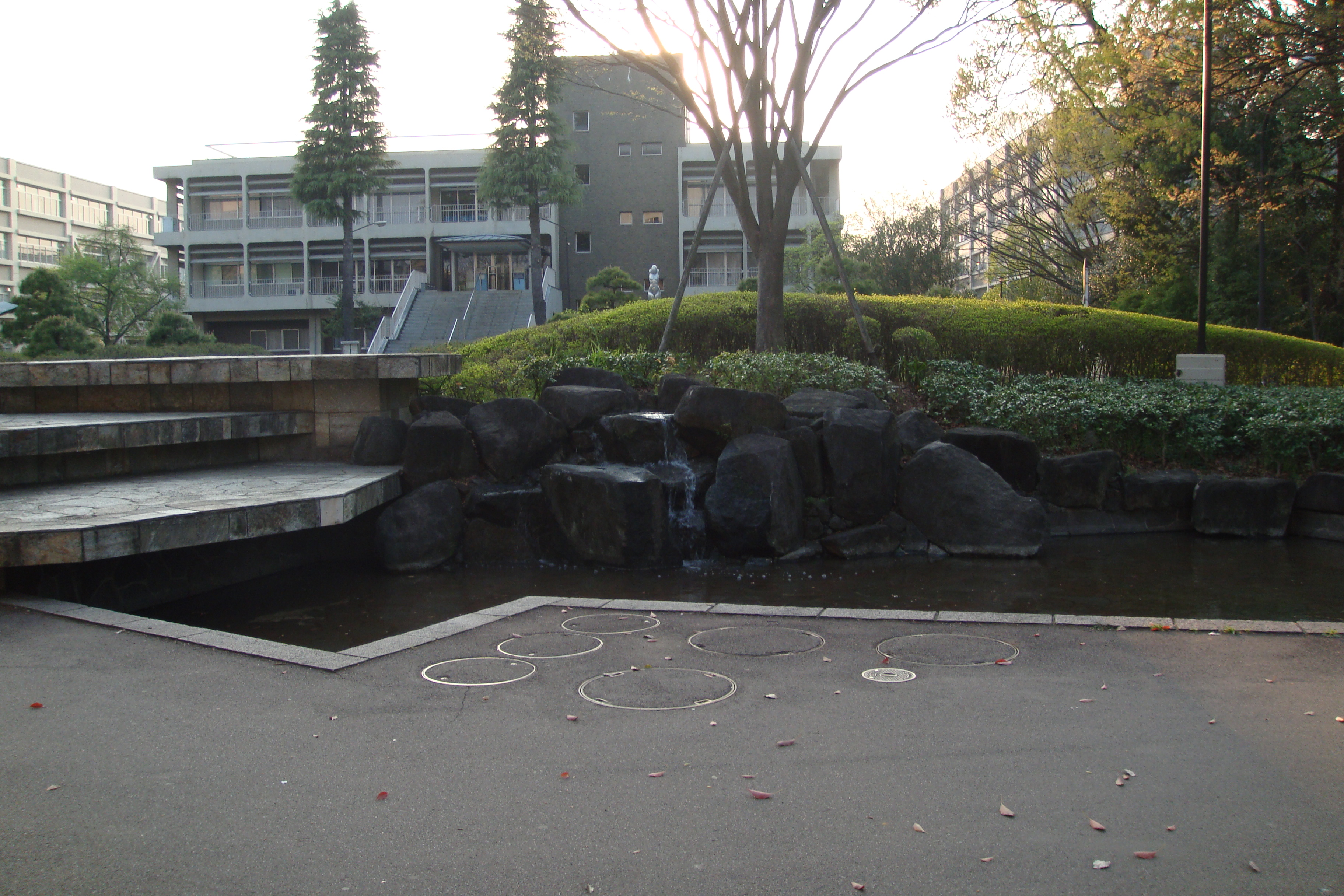
Façade de la bibliothèque
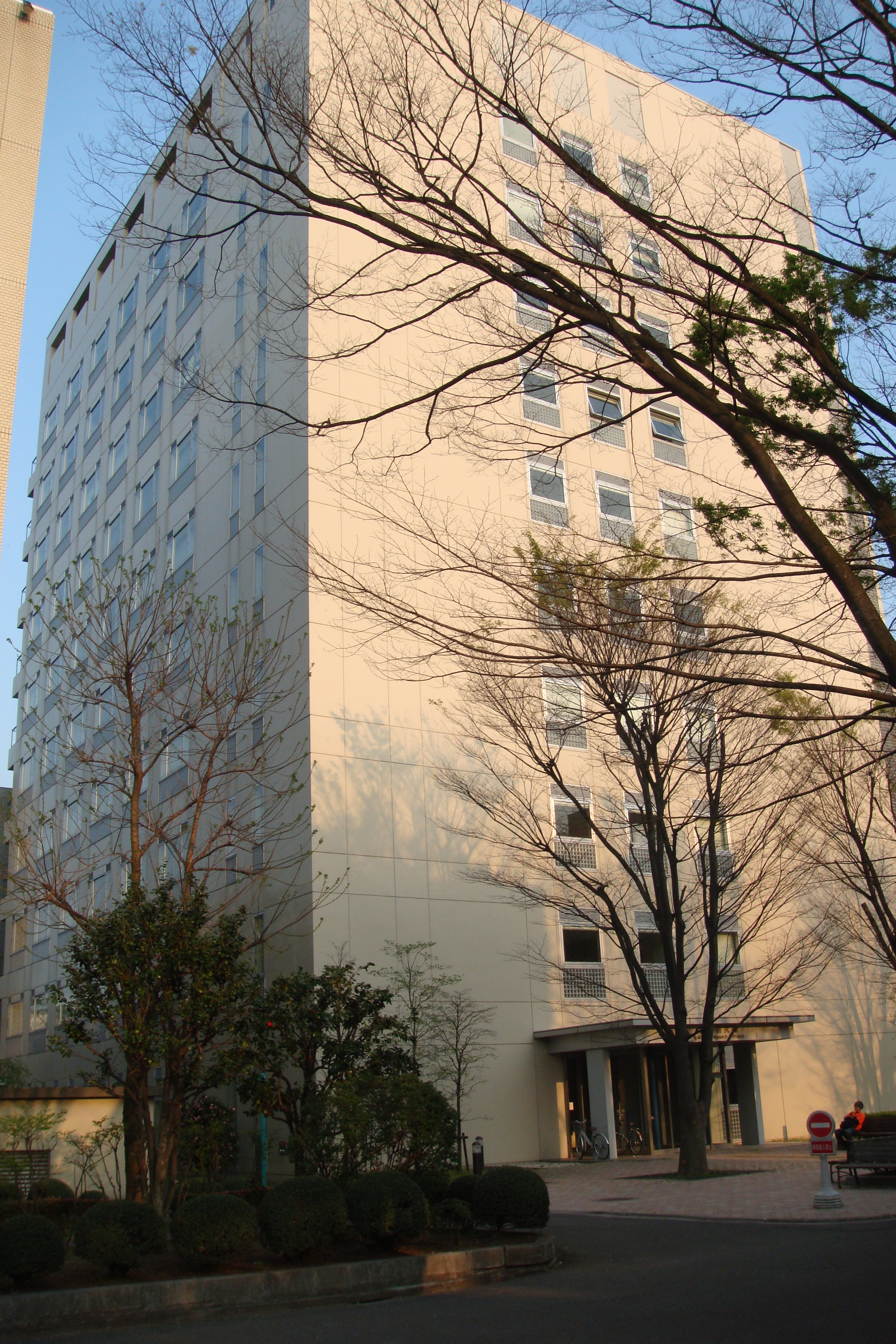
Bâtiment de recherche
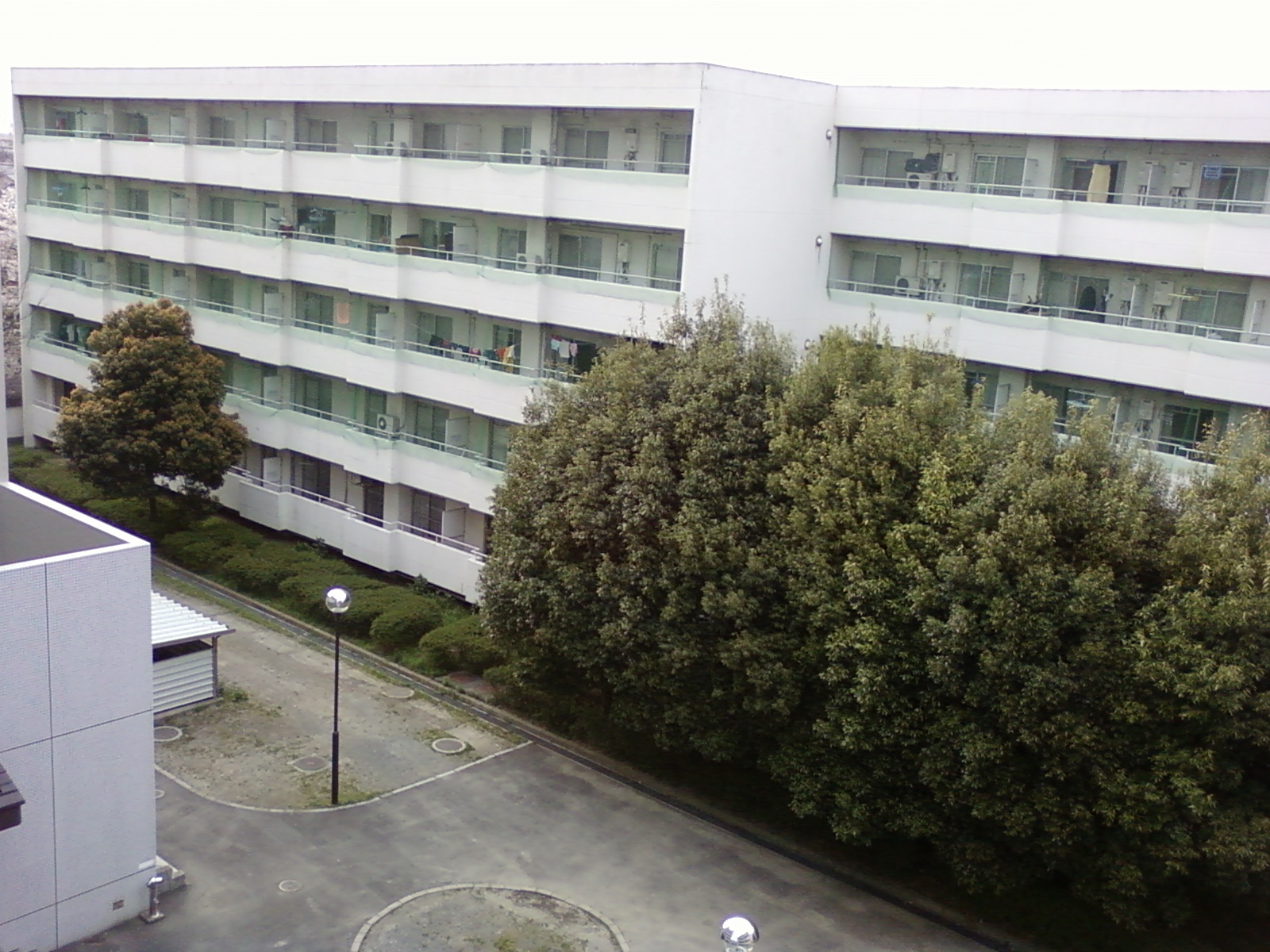
International House 1
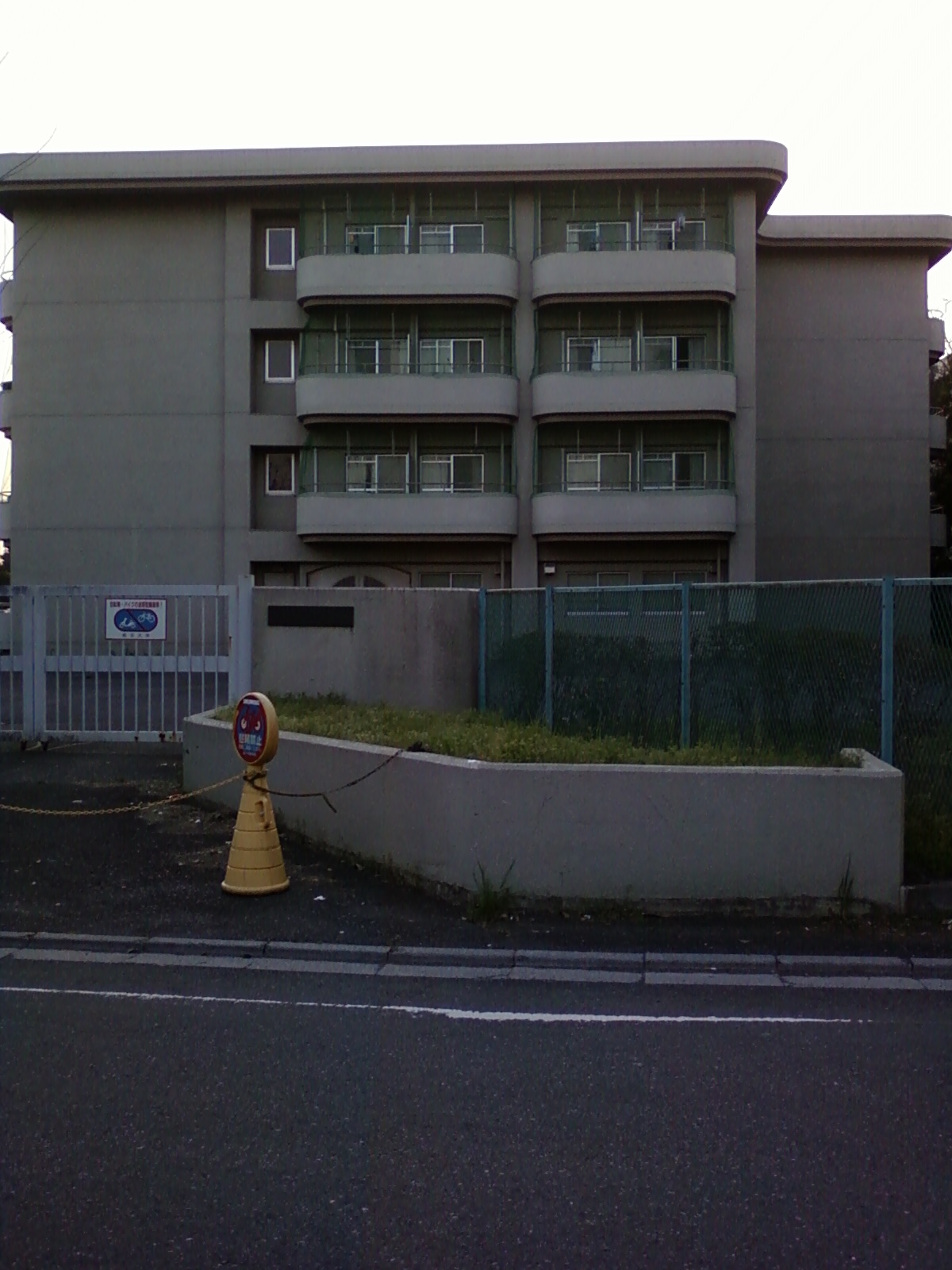
International House 2
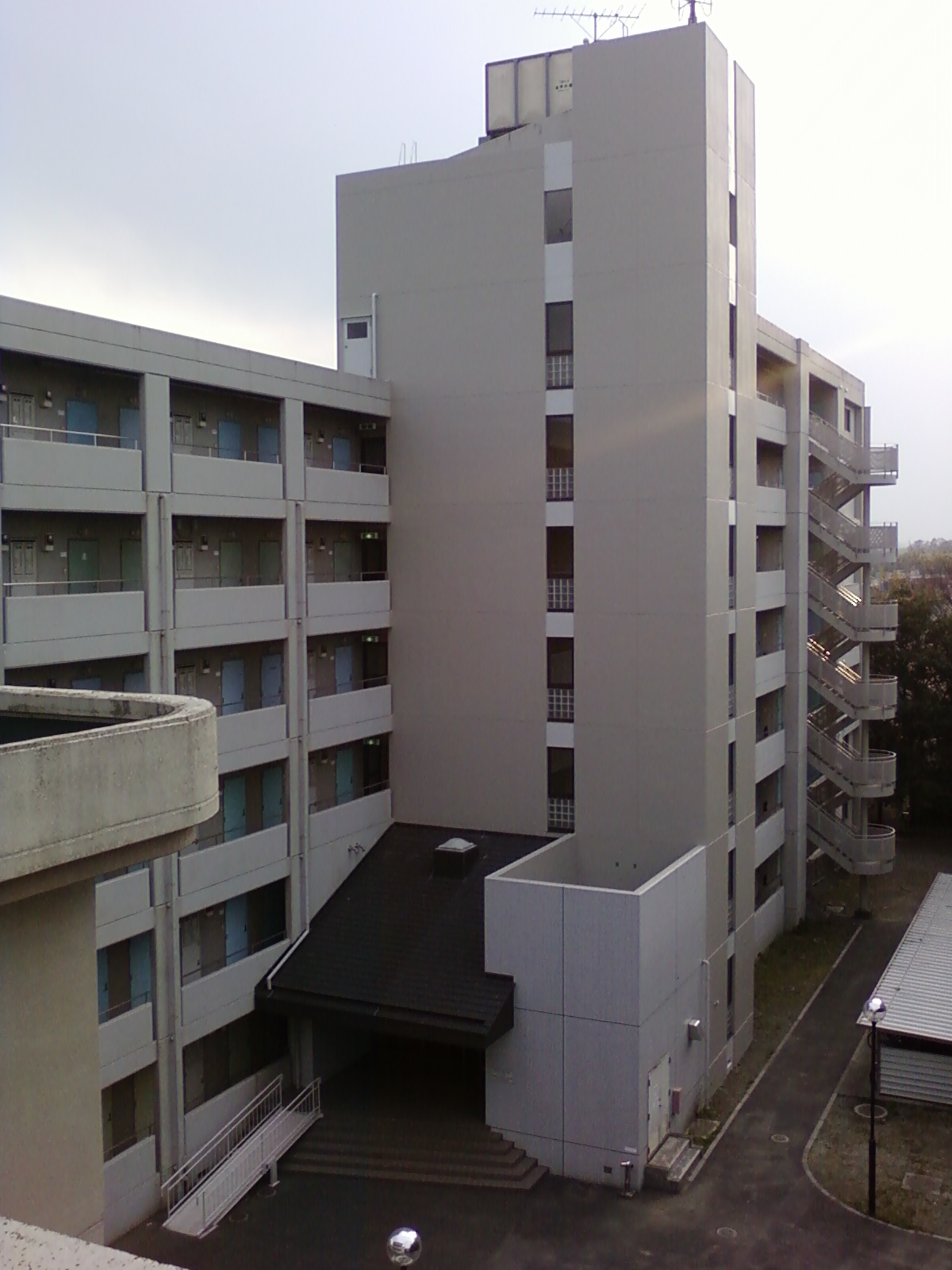
International House 3
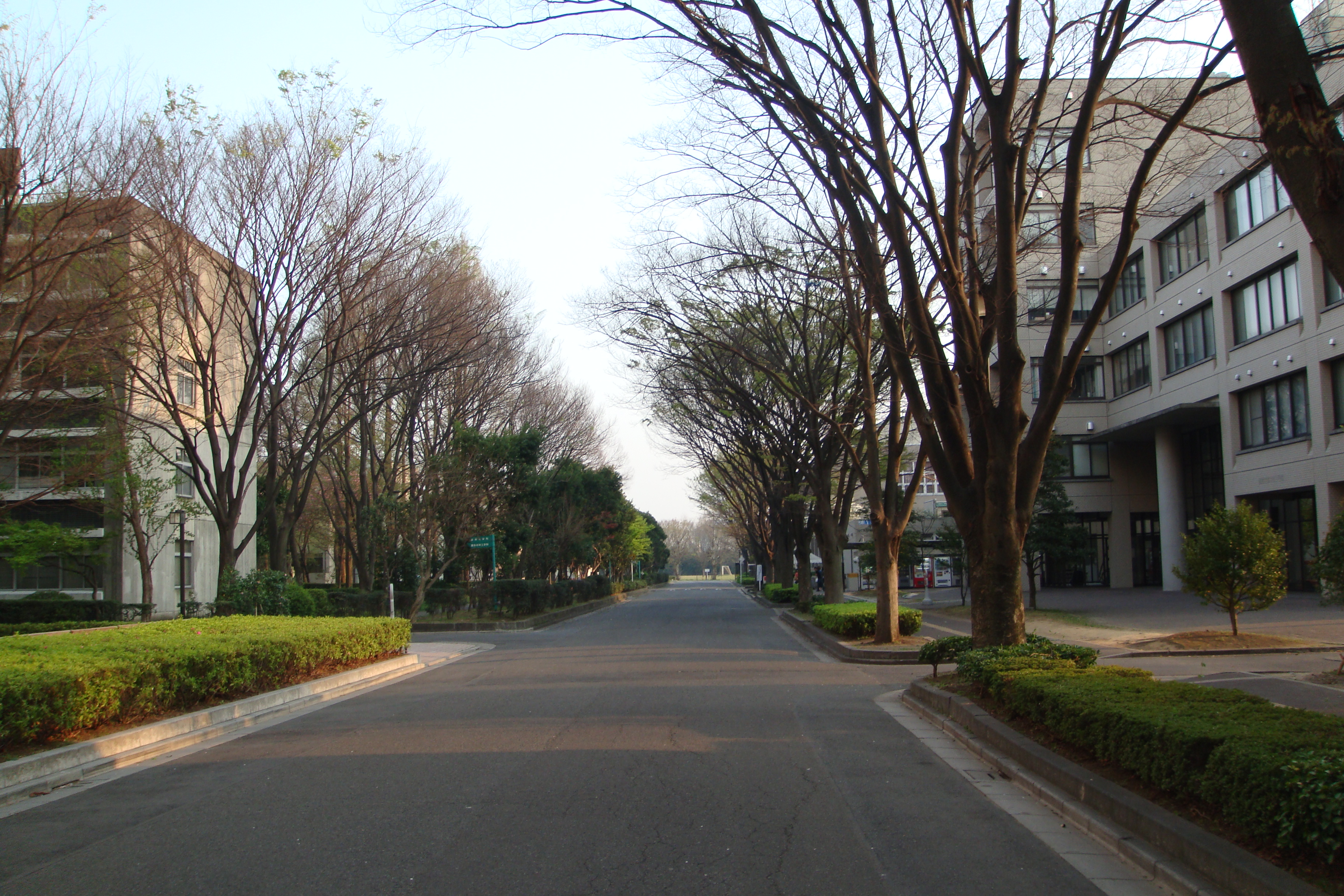
Allée A
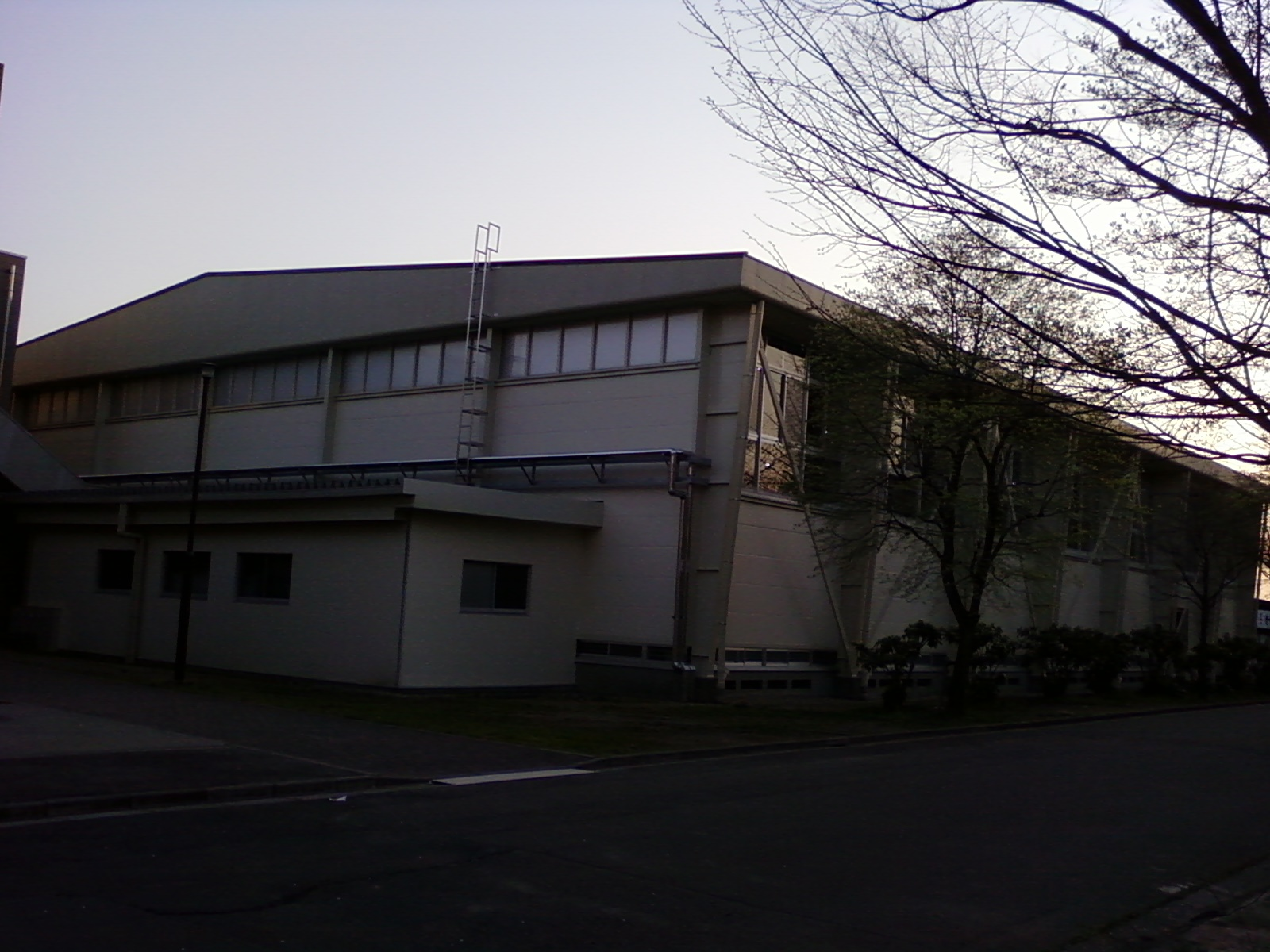
Gymnase